# Brachythecium lamprocarpum
Brachythecium lamprocarpum är en bladmossart som beskrevs av Georg Friedrich von Jaeger 1878. Brachythecium lamprocarpum ingår i släktet gräsmossor, och familjen Brachytheciaceae. Inga underarter finns listade i Catalogue of Life.